# إد جيل
إد جيل (بالإنجليزية: Ed Gill)‏ هو لاعب كرة قاعدة أمريكي، ولد في 7 أغسطس 1895 في سومرفيل في الولايات المتحدة، وتوفي في 10 أكتوبر 1995 في بروكتون في الولايات المتحدة.